# Hrvaška ulica slavnih
Hrvaška ulica slavnih (hrvaško Hrvatska ulica slavnih) je hrvaška različica Hollywood Walk of Fame, ki s podelitvijo talnih zvezd odlikuje pomembne Hrvate v kategorijah: znanost, kultura in umetnost, šport in Elite. Zadnja kategorije je tako poimenovana po istoimenski reviji, ki je tudi nosilka projekta. Ulica se nahaja v Opatiji.
Leta 2006 so podelili prve zvezde:
- znanost: Miroslav Radman in Nikola Tesla,
- kultura in umetnost: Dragutin Tadijanović in Miroslav Krleža,
- šport: Janica Kostelić in Krešimir Ćosić,
- Elite: Oliver Dragojević in Dražen Petrović.